# Blackout (David Bowie)
Blackout è un brano musicale composto e registrato dal cantautore britannico David Bowie e facente parte del suo album "Heroes" del 1977.

## Il brano
L'autore Nicholas Pegg descrive la traccia "tipica dell'oscillante ed esaltante schizofrenia sonora dell'album "Heroes", mentre invece il biografo David Buckley fece notare come le sonorità del pezzo "rasentano la musica industriale in anticipo sui tempi".
A proposito del testo del brano e del suo significato, Bowie stesso dichiarò che Blackout "effettivamente fa riferimento a una interruzione di corrente". Tuttavia, Roy Carr & Charles Shaar Murray del NME avanzarono l'ipotesi che la canzone parlasse del "blackout" personale di Bowie a Berlino (dove ebbe un collasso e fu portato all'ospedale), facendo notare la frase del testo: «Get me to the doctor's!» ("portatemi da un dottore!") e l'atmosfera di "disorientamento, frammentazione, e panico" presente nella canzone.

## Esecuzioni dal vivo
Una versione dal vivo in concerto di Blackout registrata nella primavera del 1978 venne inclusa nel secondo album live pubblicato da Bowie, Stage. Questa versione fu pubblicata su singolo in Giappone dalla RCA nel novembre 1978 (B-side Soul Love).
Un'altra versione dal vivo, questa volta registrata nell'estate 1978, è stata inclusa nell'album live Welcome to the Blackout, pubblicato nel 2018. Dall'introduzione di Bowie della canzone sul palco, è stato tratto il titolo dell'album.